# Danish Darts Open
Het Danish Darts Open is een dartstoernooi dat sinds 2018 wordt gehouden, als onderdeel van de PDC European Tour. Het evenement wordt gespeeld in Brøndby. 

## Winnaars Danish Darts Open
| Jaar | Winnaar                                      | Runner-up                                    | Score                                        | Prijzengeld                                  | Winnaar                                      | Runner-up                                    |
| ---- | -------------------------------------------- | -------------------------------------------- | -------------------------------------------- | -------------------------------------------- | -------------------------------------------- | -------------------------------------------- |
| 2018 | Mensur Suljović                              | Simon Whitlock                               | 8–3 (legs)                                   | £135.000                                     | £25.000                                      | £10.000                                      |
| 2019 | Dave Chisnall                                | Chris Dobey                                  | 8–3 (legs)                                   | £140.000                                     | £25.000                                      | £10.000                                      |
| 2020 | Werd niet gehouden vanwege de coronapandemie | Werd niet gehouden vanwege de coronapandemie | Werd niet gehouden vanwege de coronapandemie | Werd niet gehouden vanwege de coronapandemie | Werd niet gehouden vanwege de coronapandemie | Werd niet gehouden vanwege de coronapandemie |
| 2021 | Werd niet gehouden vanwege de coronapandemie | Werd niet gehouden vanwege de coronapandemie | Werd niet gehouden vanwege de coronapandemie | Werd niet gehouden vanwege de coronapandemie | Werd niet gehouden vanwege de coronapandemie | Werd niet gehouden vanwege de coronapandemie |

2004 · 2005 · 2006 · 2007 · 2008 · 2009 · 2010 · 2011 · 2012 · 2013 · 2014 · 2015 · 2016 · 2017 · 2018 · 2019 · 2020 · 2021 · 2022 · 2023 · 2024 · 2025
2018 · 2019 · 2020 · 2021